# أفلاتوكسين

البنية الكيميائية للأفلاتوكسين B_{1}

الأفلاتوكسن أو الأفلاتوكسين أو توكسين فطري (بالإنجليزية: Aflatoxin) هو عبارة عن ذيفان فطري تنتج طبيعياً من الرشاشيات التي تعد نوعاً من أنواع الفطريات. توجد منه عدة أشكال أخطرها على الجسم البشري أفلاتوكسين B1.
تعدالأفلاتوكسينات مركبات ذيفانية (سموم طبيعية)، وهي من المركبات المسرطنة حسب الوكالة الدولية لبحوث السرطان. أظهرت التجارب على الجرذان (والتي تكون الجرعة المميتة لديها 7.2 مغ/كغ من وزن الجسم) أن إعطاء جرعة يومية من الأفلاتوكسين B1 مقدارها 10 ميكروغرام/كغ من وزن الجسم يسبب السرطان لدى الجرذان بشكل واضح.
يجري استقلاب الأفلاتوكسينات بعد دخولها للجسم في الكبد وتحول إلى أفلاتوكسين M1، والتي هي عبارة عن إيبوكسيدات.